# Koninklijk Nederlands Legermuseum

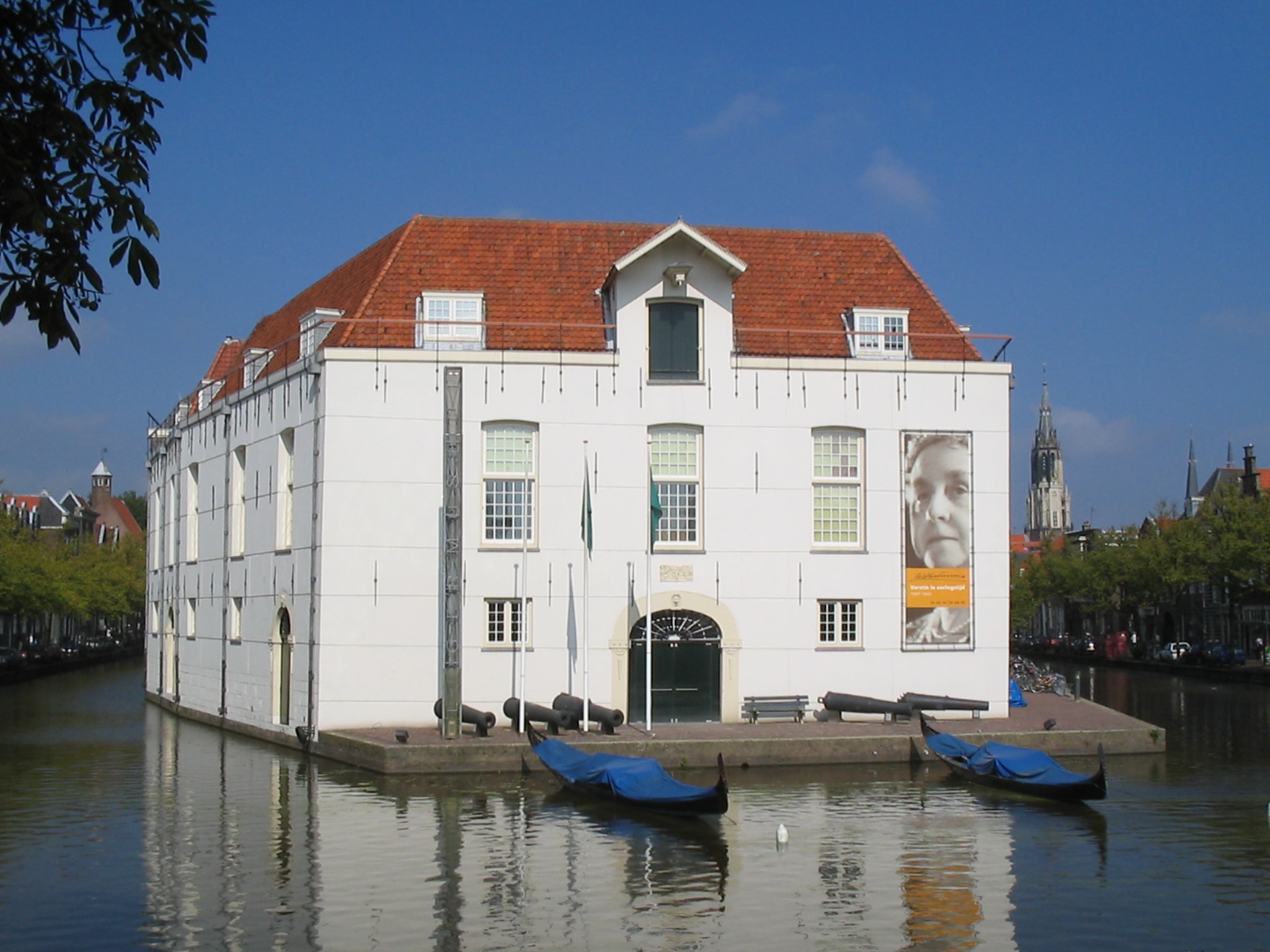
Das Legermuseum in Delft

Das Legermuseum (von niederländisch „leger“ = „Armee“) war das königlich-niederländische Heeresmuseum in Delft. 
Es unterhielt eine breite Militariasammlung und bot einen Überblick über die Militärgeschichte von der Ur- und Frühgeschichte bis zur Moderne. 

## Geschichte
Ausgangspunkt des Museums war die private Sammlung des Generals F. A. Hoefer (1850–1938), die zunächst in der Burg De Doorwerth am Rhein in der Nähe von Arnheim untergebracht war. Das am 5. August 1913 eröffnete Museum wurde Nederlandsch Artillerie Museum genannt. Der Stifter war nur kurze Zeit zum Unterhalt der Burg und seiner Sammlung in der Lage. Seine Versuche, den niederländischen Staat zur Übernahme der Sammlung als Reichsmuseum zu bewegen, scheiterten, doch vermochte er das Kriegsministerium zu interessieren, das die Sammlung übernahm und die Kosten über den Generalstab abwickelte. Der Minister war mit dieser Lösung indes nicht zufrieden und sorgte dafür, dass 1928 eine Stiftung namens Het Nederlandsch Legermuseum ins Leben gerufen wurde. Hofer wurde deren Vorsitzender und blieb bis zu seinem Tod 1938 Museumsdirektor.
Mittlerweile war die Burg zu klein für die wachsende Sammlung geworden. Größere Objekte wie Kriegsgeräte, Karren, Wagen oder Geschütze standen notgedrungen auf dem Außengelände. Weil das Museumsmagazin sich im Keller der Burg befand, wurden vielei Stücke durch Rheinhochwasser beschädigt. Auch das Gebäude verfiel. Ende der 1930er Jahre reifte der Gedanke, das Museum anderweitig unterzubringen. Im Dezember 1940 beschloss die Stiftungsleitung den Umzug nach Leiden, wo das Ministerium das vormalige Pesthaus angekauft hatte. Wegen des Zweiten Weltkrieges verzögerten sich der Umbau des Gebäudes und der Umzug. Erst 1956 wurde das Museum in Leiden eröffnet. Die Stiftung hatte kurz davor ihren Namen in Het Nederlands Leger- en Wapenmuseum Generaal Hoefer geändert.
Ende 1959 wurde dem Museum auch ein Gebäudekomplex in Delft zur Verfügung gestellt, das aus dem Jahre 1601 stammende ehemalige Armamentarium (Zeughaus) der Generalstaaten, in dem durch das Verteidigungsministerium bereits eine Reihe von Kriegsmaterial, vornehmlich 1945 von den zum Kriegsende hin abziehenden Deutschen zurückgelassene Munition und Geschütze, untergebracht worden war. Es war zu teuer, beide Standorte als Museen zu betreiben. Nachdem man sich für die Delfter Niederlassung entschieden hatte, wurden die dortigen Gebäude ausgebaut und renoviert. 1986 eröffnete Prinz Bernhard der Niederlande das neue Museumsgebäude.
Anfang 2013 wurde das Museum am bisherigen Standort geschlossen. Die Sammlung wurde mit der des Militaire Luchtvaart Museum im Ende 2014 eröffneten Nationaal Militair Museum in Soesterberg zusammengeführt.

## Ausstellungen
- 2009: Martin Roemers: Relics of the Cold War, danach Fotomuseum Den Haag und Willy-Brandt-Haus, Berlin.